# Multi Muzikaal Theater
Het MMT-orkest (Multi Muzikaal Theater) is een Apeldoorns amateurorkest. Het werd in 1980 opgericht door Henny Vels die daar tot 1 juni 2024 dirigent was. Tot halverwege 2017 droeg het orkest de naam Apeldoorns Accordeon Orkest.
Het orkest bestaat uit circa 65 leden, waarvan het hart de accordeon is. Het orkest wordt aangevuld met slagwerk, blaasinstrumenten, keyboards en strijkers. Het orkest heeft eigen zangers.
Het MMT treedt ongeveer eens per anderhalf jaar op in schouwburg Orpheus. Bij deze optredens werkt het orkest regelmatig samen met andere muzikanten, muziekgroepen en zangers. Deze optredens zijn vaak groots opgezet, zodat veel geld nodig is. Dit geld vergaart het orkest door giften en donaties. Het orkest heeft ook in het buitenland opgetreden.
Sinds de oprichting verzorgt het MMT (voorheen AAO) optredens met thema's van bijvoorbeeld Evita en The Phantom of the Opera, bij deze thema's werd deze hele musical uitgevoerd. Sinds de voorstelling Harmony zijn de thema's minder duidelijk en speelt het orkest een grote variatie aan muziek, van klassieke stukken als Beethoven tot bijvoorbeeld nederpop. Het orkest heeft zich ook steeds meer gericht op het muzikale gedeelte van de voorstelling, waar het vroeger meer ging om het zang, dans en theater. Sinds de voorstelling Emotions zijn de nieuwe technieken een onderdeel geworden, zoals lichtshow en visualisatie live-beelden.